# Sander Loones
Sander Loones (Veurne, 26 januari 1979) is een Belgisch Vlaams-nationalistisch politicus voor N-VA. Hij is de zoon van Jan Loones, voormalig parlementslid voor de Volksunie en N-VA en gewezen eerste schepen van Koksijde, en kleinzoon van Rosette Dewitte, burgemeester van 1953 tot 1964, en van Honoré Loones, VNV-oorlogsburgemeester en van 1965 tot 1976 laatste burgemeester van Oostduinkerke. Loones is sinds 5 december 2024 burgemeester van Koksijde.

## Levensloop

### Studies
Hij studeerde aan het college in Veurne en behaalde in 2002 daarna het diploma van licentiaat in de rechten aan de KU Leuven. In 2000-2001 ging hij in het kader van het Erasmus-programma op uitwisseling in Le Havre.

### Eerste werkervaring
Loones begon zijn loopbaan als advocaat gespecialiseerd in bestuursrecht en werkte daarna van 2005 tot 2010 als juridisch adviseur op het studiebureau van de Dienst Vreemdelingenzaken en van 2010 tot 2011 consultant voor het consultancybureau PricewaterhouseCoopers.

### Studiedienst N-VA
In augustus 2011 ging Loones aan de slag als coördinator van de studiedienst van de N-VA, waar hij zich ook concentreerde op asielrecht en migratiebeleid. Hij bleef coördinator tot in november 2014.
Tijdens de lange periode van lopende zaken in 2011-2012 zorgde hij samen met Theo Francken voor de afschaffing van de Snel-Belgwet en de verstrenging van de gezinshereniging.

### Europees parlementslid
Op 14 oktober 2014 werd hij Europees Parlementslid als opvolger van Johan Van Overtveldt, die federaal minister werd. In het Europese parlement verwoordde hij het euro-kritisch geluid van zijn partij, dat stelt dat de Europese Unie nooit een Europese natie zal worden, omdat ze de combinatie is van vele verschillende naties, met verschillende culturen en politieke tradities. Meer Europa is daarom niet de oplossing voor alles. Hij bleef Europarlementslid tot hij in november 2018 federaal minister werd. In het Europees Parlement spitste hij zich toe op migratie en de Europese begroting en was hij lid en van 2015 tot 2017 ondervoorzitter van de commissie monetaire en economische zaken.
Op 13 december 2014 werd hij verkozen als ondervoorzitter van N-VA, hetgeen hij bleef tot in 2018.
Tot in 2015 woonde Loones met zijn vrouw en kinderen in het Vlaams-Brabantse Dilbeek, waarna zij terug naar Oostduinkerke verhuisden. Bij de gemeenteraadsverkiezingen van oktober 2018 werd hij er verkozen tot gemeenteraadslid.

### Minister
Sander Loones werd op 2 november 2018 voorgedragen als minister van Defensie en Ambtenarenzaken, als opvolger van partijgenoot Steven Vandeput, die burgemeester van Hasselt werd. Op 12 november 2018 legde hij de eed af als minister. Loones was dan de jongste minister in de regering-Michel I. Hij vervulde die opdracht maar 28 dagen, want zijn partij verliet de regering op 9 december, omdat die zich weigerde te scharen achter het VN-migratiepact. Hiermee werd hij de minister met de kortste staat van dienst sedert Jules Joseph d'Anethan, die in 1846 negen dagen minister van Oorlog was.

### Kamerlid
Bij de federale verkiezingen van mei 2019 was Loones lijsttrekker in West-Vlaanderen. Loones werd verkozen in de Kamer van volksvertegenwoordigers met 44.070 voorkeurstemmen. Loones was er in de legislatuur 2019-2024 lid van het Bureau en zetelde in de commissies Grondwet en Financiën. Hij bleef Kamerlid tot in juni 2024.

### Vlaams Parlementslid
Bij de Vlaamse verkiezingen van juni 2024 voerde hij de lijst aan in West-Vlaanderen en werd Loones met 38.449 voorkeurstemmen verkozen in het Vlaams Parlement. In het Vlaams Parlement werd hij voorzitter van de commissie Algemeen Beleid, Financiën, Begroting en Onroerend Erfgoed. Ook hij werd in juli 2024 door zijn partij als deelstaatsenator afgevaardigd naar de Senaat, waar hij bleef zetelen tot in november van datzelfde jaar.
In oktober 2024 voerde Loones in Koksijde de lijst Samen met Sander aan. Die behaalde een absolute meerderheid, maar besloot toch een coalitie aan te gaan met De Nieuwe Lijst. Sinds december 2024 is hij burgemeester van de gemeente.